# 聖女貞德 (遊戲)
《聖女貞德》是由Level-5開發，索尼電腦娛樂發行的PlayStation Portable平臺戰略角色扮演遊戲。遊戲于2006年11月22日在日本首發，并于2007年8月21日在北美發行本地化版本。遊戲沒有在PAL區發行。《聖女貞德》是Level-5第一個此類角色扮演遊戲，也是工作室第一次為PlayStation Portable平臺製作遊戲。遊戲故事使用了大量的幻想元素，并大致改編自15世紀早期百年戰爭期間，聖女貞德奮力反抗英國佔領法國的故事。